# 钱逸
钱逸（1939年3月—），中国古生物学家，中国科学院南京地质古生物研究所博士生導師，是中國及世界古生物學界的小壳化石專家。